# 팰컨 9 1단계 부스터 목록

왼쪽에서 오른쪽으로 : 팰컨9 v1.0, v1.1, v1.2 "Full Thrust", 팰컨9 블록5, 팰컨 헤비 및 팰컨 헤비 블록5.

팰컨9 1 단계 부스터는 스페이스X에서 제조한 팰컨 9 및 팰컨 헤비 궤도 발사체에 사용되는 재사용 가능한 로켓 부스터이다. 1단계 부스터의 제조는 팰컨 9의 출시 가격의 약 60 % (팰컨 헤비의 출시 가격의 80 % 이상)을 차지하며, 이로 인해 스페이스X는 발사 비용을 현저히 감소시키기 위해 복구 및 재사용 전용 프로그램을 개발했다. 두번째 단계에서 분리 한 후 첫번째 단계의 대기권 재진입을 통제하기 위해 2010년 초에 여러 번 시도한 끝에 첫번째 단계의 첫번째 성공적인 착륙은 2015년 12월 22일 Full Thrust 버전의 첫 비행에서 이루어졌다. 그 이후로 팰컨9 1단계 부스터는 팰컨 헤비 시험 비행, Arabsat-6A 및 STP-2 미션의 팰컨 헤비 보조 부스터 복구를 포함하여 66 번의 시도 중 56 번 착륙하여 복구되었다. 팰컨 헤비 중앙 부스터는 착륙 당시 140Km/h의 속력으로 해수면에 착지하며 심하게 손상되었다.
총 24개의 회수된 부스터가 재사용을 위해 수리되고 이들은 대부분 2회 비행에 재사용의 범위가 제한되었으나, 그중 몇몇은 3~4회차 비행에 성공하였고 두개는 6회차 비행까지 성공, 7차 비행까지 예정되어 있다. 스페이스X는 의도적으로 블록3 및 블록4 부스터를 각각 두번만 재사용 가능하도록 제한했으나, 블록5 부스터에는 추가적인 제한을 걸지 않아 최대 10회까지 재사용 가능할 것으로 예상하고 있다.

## 부스터 목록

### V1.2 Full Thrust

#### 팰컨 9 블록 5
블록5는 팰컨 9와 팰컨 헤비 부스터의 최종 완성형이다. 보다 강력한 열 차폐 능력, 강화 된 엔진, 새로운 카본 파이버 섹션 (착륙용 다리, 엔진, 반동 제어 시스템 및 중간 연결부), 개폐식 착륙용 다리, 티타늄 그리드핀 및 추가 소프트웨어 보정으로 개조가 간단하고 재사용이 용이하다. 스페이스X는 블록 5 부스터가 10 회 이상 비행할 수 있다고 주장한다. 2020년 8월 18일, 스타링크-10 미션을 통해 부스터 B1049는 무인 해상 착륙 드론쉽에 최초로 6회 이상 착륙하였으며, 2020년 후반 다시 비행할 것으로 예정되어 있다. (2018~현재)
| 식별 번호 | 발사 횟수 | 버전           | 발사일 (UTC)     | 발사 번호 | 재사용 주기    | 페이로드                                       | 발사                 | 착륙                 | 상태                   |
| --------- | --------- | -------------- | ---------------- | --------- | -------------- | ---------------------------------------------- | -------------------- | -------------------- | ---------------------- |
| B1046     | 4         | 블록 5         | 2018년 5월 11일  | F9-054    | 빈칸           | Bangabandhu-1                                  | 성공 (LC-39A)        | 성공 (해상 드론쉽)   | 파괴됨 (의도적으로)    |
| B1046     | 4         | 블록 5         | 2018년 8월 7일   | F9-060 ♺  | 2개월 27일     | Telkom-4 Merah Putih                           | 성공 (CCAFS-SLC40)   | 성공 (해상 드론쉽)   | 파괴됨 (의도적으로)    |
| B1046     | 4         | 블록 5         | 2018년 12월 3일  | F9-064 ♺  | 3개월 26일     | 셰르파 (SSO-A)                                 | 성공 (VAFS-SLC4E)    | 성공 (해상 드론쉽)   | 파괴됨 (의도적으로)    |
| B1046     | 4         | 블록 5         | 2019년 1월 19일  | F9-079♺   | 1년 1개월 16일 | 드래곤 C205 (비상 탈출 테스트)                 | 성공 (LC-39A)        | 시도하지 않음        | 파괴됨 (의도적으로)    |
| B1047     | 3         | 블록 5         | 2018년 6월 22일  | F9-058    | 빈칸           | 텔스타 19V                                     | 성공 (CCAFS-SLC40)   | 성공 (해상 드론쉽)   | 소비됨                 |
| B1047     | 3         | 블록 5         | 2018년 12월 15일 | F9-063 ♺  | 3개월 24일     | Es'hail 2                                      | 성공 (LC-39A)        | 성공 (해상 드론쉽)   | 소비됨                 |
| B1047     | 3         | 블록 5         | 2019년 8월 6일   | F9-074 ♺  | 8개월 22일     | Amos-17                                        | 성공 (CCAFS-SLC40)   | 시도하지 않음        | 소비됨                 |
| B1048     | 5         | 블록 5         | 2018년 7월 25일  | F9-059    | 빈칸           | 이리듐 NEXT 7                                  | 성공 (VAFS-SLC4E)    | 성공 (해상 드론쉽)   | 파괴됨                 |
| B1048     | 5         | 블록 5         | 2018년 10월 8일  | F9-062 ♺  | 2개월 13일     | 사오컴 1A                                      | 성공 (VAFS-SLC4E)    | 성공 (지상 착륙패드) | 파괴됨                 |
| B1048     | 5         | 블록 5         | 2019년 2월 22일  | F9-068 ♺  | 4개월 14일     | Nusantara Satu                                 | 성공 (CCAFS-SLC40)   | 성공 (해상 드론쉽)   | 파괴됨                 |
| B1048     | 5         | 블록 5         | 2019년 2월 22일  | F9-068 ♺  | 4개월 14일     | Beresheet                                      | 성공 (CCAFS-SLC40)   | 성공 (해상 드론쉽)   | 파괴됨                 |
| B1048     | 5         | 블록 5         | 2019년 2월 22일  | F9-068 ♺  | 4개월 14일     | S5                                             | 성공 (CCAFS-SLC40)   | 성공 (해상 드론쉽)   | 파괴됨                 |
| B1048     | 5         | 블록 5         | 2019년 11월 11일 | F9-075 ♺  | 8개월 20일     | 스타링크 L1                                    | 성공 (CCAFS-SLC40)   | 성공 (해상 드론쉽)   | 파괴됨                 |
| B1048     | 5         | 블록 5         | 2020년 3월 18일  | F9-083 ♺  | 4개월 7일      | 스타링크 L5                                    | 성공 (LC-39A)        | 실패 (센서 이물질)   | 파괴됨                 |
| B1049     | 6         | 블록 5         | 2018년 10월 10일 | F9-061    | 빈칸           | 텔스타 18V / 앱스타 5C                         | 성공 (CCAFS-SLC40)   | 성공 (해상 드론쉽)   | 발사 일정 조율중       |
| B1049     | 6         | 블록 5         | 2018년 10월 8일  | F9-067 ♺  | 4개월 1일      | 이리듐 NEXT 8                                  | 성공 (VAFS-SLC4E)    | 성공 (해상 드론쉽)   | 발사 일정 조율중       |
| B1049     | 6         | 블록 5         | 2019년 5월 24일  | F9-071 ♺  | 4개월 13일     | 스타링크 v0.9                                  | 성공 (CCAFS-SLC40)   | 성공 (해상 드론쉽)   | 발사 일정 조율중       |
| B1049     | 6         | 블록 5         | 2020년 1월 7일   | F9-078 ♺  | 7개월 14일     | 스타링크 L2                                    | 성공 (CCAFS-SLC40)   | 성공 (해상 드론쉽)   | 발사 일정 조율중       |
| B1049     | 6         | 블록 5         | 2020년 6월 4일   | F9-086 ♺  | 5개월 28일     | 스타링크 L7                                    | 성공 (CCAFS-SLC40)   | 성공 (해상 드론쉽)   | 발사 일정 조율중       |
| B1049     | 6         | 블록 5         | 2020년 8월 18일  | F9-091 ♺  | 2개월 14일     | 스타링크 L10                                   | 성공 (CCAFS-SLC40)   | 성공 (해상 드론쉽)   | 발사 일정 조율중       |
| B1049     | 6         | 블록 5         | 2020년 8월 18일  | F9-091 ♺  | 2개월 14일     | Skysat 19, 20, 21                              | 성공 (CCAFS-SLC40)   | 성공 (해상 드론쉽)   | 발사 일정 조율중       |
| B1050     | 1         | 블록 5         | 2018년 12월 5일  | F9-065    | 빈칸           | 드래곤 C112 (CRS-16)                           | 성공 (CCAFS-SLC40)   | 실패 (그리드핀 오류) | 파괴됨                 |
| B1051     | 5         | 블록 5         | 2019년 3월 5일   | F9-069    | 빈칸           | 드래곤 C201 드래곤 플라이 (크루 드래곤 데모 1) | 성공 (LC-39A)        | 성공 (해상 드론쉽)   | 발사 대기중            |
| B1051     | 5         | 블록 5         | 2019년 6월 12일  | F9-072 ♺  | 3개월 10일     | 레이더샛 컨스텔레이션                          | 성공 (VAFS-SLC4E)    | 성공 (지상 착륙패드) | 발사 대기중            |
| B1051     | 5         | 블록 5         | 2020년 1월 29일  | F9-080 ♺  | 7개월 17일     | 스타링크 L3                                    | 성공 (CCAFS-SLC40)   | 성공(해상 드론쉽)    | 발사 대기중            |
| B1051     | 5         | 블록 5         | 2020년 4월 22일  | F9-084 ♺  | 2개월 24일     | 스타링크 L7                                    | 성공 (CCAFS-SLC40)   | 성공 (해상 드론쉽)   | 발사 대기중            |
| B1051     | 5         | 블록 5         | 2020년 8월 7일   | F9-090 ♺  | 3개월 16일     | 스타링크 L9                                    | 성공 (LC-39A)        | 성공 (해상 드론쉽)   | 발사 대기중            |
| B1051     | 5         | 블록 5         | 2020년 8월 7일   | F9-090 ♺  | 3개월 16일     | SXRS-1                                         | 성공 (LC-39A)        | 성공 (해상 드론쉽)   | 발사 대기중            |
| B1051     | 5         | 블록 5         | 2020년 8월 7일   | F9-090 ♺  | 3개월 16일     | BlackSky global 7,8                            | 성공 (LC-39A)        | 성공 (해상 드론쉽)   | 발사 대기중            |
| B1051     | 5         | 블록 5         | 2020년 10월 18일 | F9-xxx ♺  | TBA            | 스타링크 L13                                   | 예정됨 (LC-39A)      | 예정됨               | 발사 대기중            |
| B1052     | 2         | 팰컨 헤비 보조 | 2018년 12월 5일  | FH-002    | 빈칸           | Arabsat-6A                                     | 성공 (LC-39A)        | 성공 (지상 착륙패드) | 발사 일정 조율중       |
| B1052     | 2         | 팰컨 헤비 보조 | 2019년 6월 25일  | FH-003 ♺  | 2개월 14일     | STP Flight 2                                   | 성공 (LC-39A)        | 성공 (지상 착륙패드) | 발사 일정 조율중       |
| B1053     | 2         | 팰컨 헤비 보조 | 2018년 12월 5일  | FH-002    | 빈칸           | Arabsat-6A                                     | 성공 (LC-39A)        | 성공 (지상 착륙패드) | 발사 일정 조율중       |
| B1053     | 2         | 팰컨 헤비 보조 | 2019년 6월 25일  | FH-003 ♺  | 2개월 14일     | STP Flight 2                                   | 성공 (LC-39A)        | 성공 (지상 착륙패드) | 발사 일정 조율중       |
| B1054     | 1         | 블록 5         | 2018년 12월 23일 | F9-066    | 빈칸           | GPS III SV01 베스푸치                          | 성공 (CCAFS-SLC40)   | 시도하지 않음        | 소비됨                 |
| B1055     | 1         | 팰컨 헤비 중앙 | 2018년 12월 5일  | FH-002    | 빈칸           | Arabsat-6A                                     | 성공 (LC-39A)        | 성공 (해상 드론쉽)   | 회수 도중 파괴됨       |
| B1056     | 4         | 블록 5         | 2019년 5월 4일   | F9-070    | 빈칸           | 드래곤 C113 (CRS-17)                           | 성공 (CCAFS-SLC40)   | 성공 (해상 드론쉽)   | 해상에서 유실됨        |
| B1056     | 4         | 블록 5         | 2019년 7월 25일  | F9-073 ♺  | 2개월 21일     | 드래곤 C108 (CRS-18)                           | 성공 (CCAFS-SLC40)   | 성공 (지상 착륙패드) | 해상에서 유실됨        |
| B1056     | 4         | 블록 5         | 2019년 12월 12일 | F9-077 ♺  | 4개월 23일     | JCSAT-18                                       | 성공 (CCAFS-SLC40)   | 성공 (해상 드론쉽)   | 해상에서 유실됨        |
| B1056     | 4         | 블록 5         | 2020년 2월 17일  | F9-081 ♺  | 2개월          | 스타링크 L4                                    | 성공 (CCAFS-SLC40)   | 실패 (기상정보 오류) | 해상에서 유실됨        |
| B1057     | 1         | 팰컨 헤비 중앙 | 2019년 6월 25일  | FH-003    | 빈칸           | STP Filght 2                                   | 성공 (LC-39A)        | 실패 (엔진룸 파열)   | 파괴됨                 |
| B1058     | 3         | 블록 5         | 2020년 5월 30일  | F9-085    | 빈칸           | 드래곤 C206 엔데버 (크루 드래곤 데모 2)        | 성공 (LC-39A)        | 성공 (해상 드론쉽)   | 재사용을 위해 수리중   |
| B1058     | 3         | 블록 5         | 2020년 7월 20일  | F9-089 ♺  | 1개월 20일     | 아나시스 2호                                   | 성공 (CCAFS-SLC40)   | 성공 (해상 드론쉽)   | 재사용을 위해 수리중   |
| B1058     | 3         | 블록 5         | 2020년 10월 6일  | F9-094♺   | 2개월 12일     | 스타링크 L12                                   | 성공 (LC-39A)        | 성공 (해상 드론쉽)   | 재사용을 위해 수리중   |
| B1059     | 4         | 블록 5         | 2020년 12월 5일  | F9-076    | 빈칸           | 드래곤 C106 (CRS-19)                           | 성공 (CCAFS-SLC40)   | 성공 (해상 드론쉽)   | 발사 일정 조율중       |
| B1059     | 4         | 블록 5         | 2020년 3월 7일   | F9-082 ♺  | 3개월 2일      | 드래곤 C112 (CRS-20)                           | 성공 (CCAFS-SLC40)   | 성공 (지상 착륙패드) | 발사 일정 조율중       |
| B1059     | 4         | 블록 5         | 2020년 6월 13일  | F9-087 ♺  | 3개월 5일      | 스타링크 L8                                    | 성공 (CCAFS-SLC40)   | 성공 (해상 드론쉽)   | 발사 일정 조율중       |
| B1059     | 4         | 블록 5         | 2020년 6월 13일  | F9-087 ♺  | 3개월 5일      | Skysat 16, 17, 18                              | 성공 (CCAFS-SLC40)   | 성공 (해상 드론쉽)   | 발사 일정 조율중       |
| B1059     | 4         | 블록 5         | 2020년 8월 28일  | F9-092 ♺  | 2개월 17일     | 사오컴 1B                                      | 성공 (CCAFS-SLC40)   | 성공 (지상 착륙패드) | 발사 일정 조율중       |
| B1059     | 4         | 블록 5         | 2020년 8월 28일  | F9-092 ♺  | 2개월 17일     | Capella 2 Sequonia                             | 성공 (CCAFS-SLC40)   | 성공 (지상 착륙패드) | 발사 일정 조율중       |
| B1059     | 4         | 블록 5         | 2020년 8월 28일  | F9-092 ♺  | 2개월 17일     | GNOMES-1                                       | 성공 (CCAFS-SLC40)   | 성공 (지상 착륙패드) | 발사 일정 조율중       |
| B1060     | 2         | 블록 5         | 2020년 6월 30일  | F9-088    | 빈칸           | GPS III SV03 매튜 헨슨                         | 성공 (CCAFS-SLC40)   | 성공 (해상 드론쉽)   | 발사 일정 조율중       |
| B1060     | 2         | 블록 5         | 2020년 9월 3일   | F9-093 ♺  | 2개월 3일      | 스타링크 L11                                   | 성공 (LC-39A)        | 성공 (해상 드론쉽)   | 발사 일정 조율중       |
| B1060     | 2         | 블록 5         | 2020년 10월 21일 | F9-xxx ♺  | TBD            | 스타링크 L13                                   | 예정됨 (CCAFS-SLC40) | 예정됨 (해상 드론쉽) | 발사 일정 조율중       |
| B1061     | 0         | 블록 5         | 2020년 11월, TBD | F9-xxx    | 빈칸           | 드래곤 C207 리실리언스 (스페이스X 크루-1)      | 예정됨 (LC-39A)      | 예정됨               | 케이프 캐너버럴 대기중 |
| B1061     | 0         | 블록 5         | 2021년 3월 30일  | F9-xxx ♺  | 4개월 30일     | 드래곤 C206 엔데버 (스페이스X 크루-2)          | 예정됨 (LC-39A)      | 예정됨               | 케이프 캐너버럴 대기중 |
| B1062     | 0         | 블록 5         | 2020년 10월, TBD | F9-xxx    | 빈칸           | GPS III SV04 새커거위아                        | 예정됨 (CCAFS-SLC40) | 예정됨               | 발사 대기중            |
| B1062     | 0         | 블록 5         | 2021년 7월, TBD  | F9-xxx ♺  | 9개월, TBD     | GPS III SV05 닐 암스트롱                       | 예정됨 (미정)        | 예정됨               | 발사 대기중            |
| B1063     | 0         | 블록 5         | 2020년 11월 10일 | F9-xxx    | 빈칸           | Sentinel-6 Michael Freilich / Jason CS-A       | 예정됨 (미정)        | 예정됨               | 시험중                 |
| B1064     | 0         | 팰컨 헤비 보조 | 2021년 초, TBD   | FH-xxx    | 빈칸           | USSF-44                                        | 예정됨 (LC-39A)      | 예정됨               | 시험중                 |
| B1065     | 0         | 팰컨 헤비 보조 | 2021년 초, TBD   | FH-xxx    | 빈칸           | USSF-44                                        | 예정됨 (LC-39A)      | 예정됨               | 상태 미확인            |
| B1066     | 0         | 팰컨 헤비 중앙 | 2021년 초, TBD   | FH-xxx    | 빈칸           | USSF-44                                        | 예정됨 (LC-39A)      | 시도하지 않음        | 상태 미확인            |
| 1. 2.     |           |                |                  |           |                |                                                |                      |                      |                        |

#### 팰컨 9 블록 3/ 블록 4
팰컨9 'Full Thrust' (또는 팰컨9 v 1.2)는 성공적으로 착륙한 첫번째 버전의 팰컨 9이다. 더 커진 연료 탱크, 강화된 엔진 및 과냉각 추진제 및 산화제가 변경되어 성능이 향상되었다. 이 목록에는 팰컨9 블록 4 (또는 v 1.3)이라고 불리는 업그레이드 버전도 포함되어 있다. 블록 4는 추후 팰컨 9의 최종 버전인 블록 5 (또는 v 1.4)에 사용되는 그리드 핀과 같은 새로운 장비를 사용하는 테스트 버전이다. 블록 4까지의 모든 팰컨 9 로켓의 비행은 2회로 제한되었으며, 이 파생형의 2회차 비행은 총 14번 진행되었다. 부스터는 두번째 발사 시 고중량 발사를 위해 소진되거나 다시 착지하여 박물관에 전시 또는 은퇴되었다. (2015~2018)
| 식별번호 | 버전             | 발사일 (UTC)     | 발사번호 | 재사용 주기    | 페이로드             | 발사               | 착륙                    | 상태                        |
| -------- | ---------------- | ---------------- | -------- | -------------- | -------------------- | ------------------ | ----------------------- | --------------------------- |
| B1019    | Full Thrust      | 2015년 12월 22일 | F9-020   | 빈칸           | Orbcomm OG2-2        | 성공 (CCAFS-LC40)  | 성공 (지상 착륙패드)    | 은퇴함(스페이스X 본사 전시) |
| B1020    | Full Thrust      | 2016년 3월 4일   | F9-022   | 빈칸           | SES-9                | 성공 (CCAFS-LC40)  | 실패 (엔진 재점화 오류) | 파괴됨                      |
| B1021    | Full Thrust      | 2016년 4월 8일   | F9-023   | 빈칸           | 드래곤 C110 (CRS-8)  | 성공 (CCAFS-LC40)  | 성공 (해상 드론쉽)      | 은퇴함                      |
| B1021    | Full Thrust      | 2017년 3월 30일  | F9-032 ♺ | 11개월 22일    | SES-10               | 성공 (LC-39A)      | 성공(해상 드론쉽)       | 은퇴함                      |
| B1022    | Full Thrust      | 2016년 5월 6일   | F9-024   | 빈칸           | JCSAT-14             | 성공 (CCAFS-LC40)  | 성공 (해상 드론쉽)      | 은퇴함                      |
| B1023    | 팰컨 헤비 보조   | 2016년 5월 27일  | F9-025   | 빈칸           | 타이콤 8             | 성공 (CCAFS-LC40)  | 성공(해상 드론쉽)       | 은퇴함                      |
| B1023    | 팰컨 헤비 보조   | 2018년 6월 2일   | FH-001 ♺ | 1년 8개월 10일 | 테슬라 로드스터      | 성공 (LC-39A)      | 성공 (지상 착륙패드)    | 은퇴함                      |
| B1024    | Full Thrust      | 2016년 6월 15일  | F9-026   | 빈칸           | ABS-2A               | 성공 (CCAFS-LC40)  | 실패 (RP-1 부족)        | 파괴됨                      |
| B1024    | Full Thrust      | 2016년 6월 15일  | F9-026   | 빈칸           | 유텔샛 117 웨스트 B  | 성공 (CCAFS-LC40)  | 실패 (RP-1 부족)        | 파괴됨                      |
| B1025    | 팰컨 헤비 보조   | 2016년 7월 18일  | F9-027   | 빈칸           | 드래곤 C111 (CRS-9)  | 성공 (CCAFS-LC40)  | 성공 (지상 착륙패드)    | 은퇴함                      |
| B1025    | 팰컨 헤비 보조   | 2018년 2월 6일   | FH-001 ♺ | 1년 6개월 19일 | 테슬라 로드스터      | 성공 (LC-39A)      | 성공 (지상 챡륙패드)    | 은퇴함                      |
| B1026    | Full Thrust      | 2016년 8월 14일  | F9-028   | 빈칸           | JCSAT-16             | 성공 (CCAFS-LC40)  | 성공(해상 드론쉽)       | 은퇴함                      |
| B1027    | 팰컨 헤비 테스트 | 2016년에 제작됨  | 빈칸     | 빈칸           | 빈칸                 | 빈칸               | 빈칸                    | 빈칸                        |
| B1028    | Full Thrust      | 2016년 10월 3일  | 빈칸     | 빈칸           | Amos-6               | 취소됨             | 취소됨                  | 파괴됨                      |
| B1029    | Full Thrust      | 2017년 1월 14일  | F9-029   | 빈칸           | 이리듐 NEXT 1        | 성공 (VAFS-SLC4E)  | 성공 (해상 드론쉽)      | 은퇴함                      |
| B1029    | Full Thrust      | 2017년 6월 23일  | F9-036 ♺ | 5개월 9일      | 불가리아샛-1         | 성공 (LC-39A)      | 성공(해상 드론쉽)       | 은퇴함                      |
| B1030    | Full Thrust      | 2017년 3월 16일  | F9-031   | 빈칸           | 에코스타 23          | 성공 (LC-39A)      | 시도하지 않음           | 소비됨                      |
| B1031    | Full Thrust      | 2017년 2월 19일  | F9-030   | 빈칸           | 드래곤 C112 (CRS-10) | 성공 (LC-39A)      | 성공(지상 착륙패드)     | 은퇴함                      |
| B1031    | Full Thrust      | 2017년 10월 11일 | F9-043 ♺ | 7개월 22일     | SES-11               | 성공 (LC-39A)      | 성공 (해상 드론쉽)      | 은퇴함                      |
| B1031    | Full Thrust      | 2017년 10월 11일 | F9-043 ♺ | 7개월 22일     | 에코스타 105         | 성공 (LC-39A)      | 성공 (해상 드론쉽)      | 은퇴함                      |
| B1032    | Full Thrust      | 2017년 5월 1일   | F9-033   | 빈칸           | USA-276 (NROL-76)    | 성공 (LC-39A)      | 성공 (지상 착륙패드)    | 소비됨                      |
| B1032    | Full Thrust      | 2018년 1월 31일  | F9-048 ♺ | 8개월 30일     | GovSat-1             | 성공 (CCAFS-SLC40) | 제어됨(해상)            | 소비됨                      |
| B1032    | Full Thrust      | 2018년 1월 31일  | F9-048 ♺ | 8개월 30일     | SES-16               | 성공 (CCAFS-SLC40) | 제어됨(해상)            | 소비됨                      |
| B1033    | 팰컨 헤비 중앙   | 2018년 2월 6일   | FH-001   | 빈칸           | 테슬라 로드스터      | 성공 (LC-39A)      | 실패 (TEA-TEB 부족)     | 파괴됨                      |
| B1034    | Full Thrust      | 2017년 5월 15일  | F9-034   | 빈칸           | 인마샛-5 F4          | 성공 (LC-39A)      | 시도하지 않음           | 소비됨                      |
| B1035    | Full Thrust      | 2017년 6월 3일   | F9-035   | 빈칸           | 드래곤 C106 (CRS-11) | 성공 (LC-39A)      | 성공 (지상 착륙패드)    | 은퇴함(박물관 전시)         |
| B1035    | Full Thrust      | 2017년 12월 5일  | F9-045 ♺ | 6개월 12일     | 드래곤 C108 (CRS-13) | 성공 (CCAFS-SLC40) | 성공(지상 착륙패드)     | 은퇴함(박물관 전시)         |
| B1036    | Full Thrust      | 2017년 6월 25일  | F9-037   | 빈칸           | 이리듐 NEXT 2        | 성공 (VAFS-SLC4E)  | 성공 (해상 드론쉽)      | 소비됨                      |
| B1036    | Full Thrust      | 2017년 12월 23일 | F9-046 ♺ | 5개월 28일     | 이리듐 NEXT 4        | 성공 (VAFS-SLC4E)  | 제어됨(해상)            | 소비됨                      |
| B1037    | Full Thrust      | 2017년 7월 5일   | F9-038   | 빈칸           | 인텔샛 35e           | 성공 (LC-39A)      | 시도하지 않음           | 소비됨                      |
| B1038    | Full Thrust      | 2017년 8월 24일  | F9-040   | 빈칸           | 포르모샛 5           | 성공 (VAFS-SLC4E)  | 성공 (해상 드론쉽)      | 소비됨                      |
| B1038    | Full Thrust      | 2018년 2월 22일  | F9-049 ♺ | 5개월 29일     | Paz                  | 성공 (VAFS-SLC4E)  | 시도하지 않음           | 소비됨                      |
| B1038    | Full Thrust      | 2018년 2월 22일  | F9-049 ♺ | 5개월 29일     | TinTin A, B          | 성공 (VAFS-SLC4E)  | 시도하지 않음           | 소비됨                      |
| B1039    | 블록 4           | 2017년 8월 14일  | F9-039   | 빈칸           | 드래곤 C113 (CRS-12) | 성공 (LC-39A)      | 성공 (지상 착륙패드)    | 소비됨                      |
| B1039    | 블록 4           | 2018년 4월 2일   | F9-052 ♺ | 7개월 19일     | 드래곤 C110 (CRS-14) | 성공 (CCAFS-SLC40) | 시도하지 않음           | 소비됨                      |
| B1040    | 블록 4           | 2017년 9월 4일   | F9-041   | 빈칸           | 보잉 X-37B (OTV-5)   | 성공 (LC-39A)      | 성공 (지상 착륙패드)    | 소비됨                      |
| B1040    | 블록 4           | 2018년 6월 4일   | F9-056 ♺ | 8개월 28일     | SES-12               | 성공(CCAFS-SLC40)  | 시도하지 않음           | 소비됨                      |
| B1041    | 블록 4           | 2017년 10월 9일  | F9-042   | 빈칸           | 이리듐 NEXT 3        | 성공 (VAFS-SLC4E)  | 성공 (해상 드론쉽)      | 소비됨                      |
| B1041    | 블록 4           | 2018년 3월 30일  | F9-051 ♺ | 5개월 21일     | 이리듐 NEXT 5        | 성공 (VAFS-SLC4E)  | 시도하지 않음           | 소비됨                      |
| B1042    | 블록 4           | 2017년 10월 30일 | F9-044   | 빈칸           | 코리아샛 5A          | 성공 (LC-39A)      | 성공 (해상 드론쉽)      | 은퇴함                      |
| B1043    | 블록 4           | 2018년 1월 8일   | F9-047   | 빈칸           | Zuma                 | 기밀(LC-39A)       | 성공 (지상 착륙패드)    | 소비됨                      |
| B1043    | 블록 4           | 2018년 5월 22일  | F9-055 ♺ | 4개월 14일     | 이리듐 NEXT 6        | 성공 (VAFS-SLC4E)  |                         | 소비됨                      |
| B1043    | 블록 4           | 2018년 5월 22일  | F9-055 ♺ | 4개월 14일     | GRACE-FO             | 성공 (VAFS-SLC4E)  |                         | 소비됨                      |
| B1044    | 블록 4           | 2018년 3월 6일   | F9-050   | 빈칸           | 히스파샛 30W-6       | 성공 (CCAFS-SLC40) | 시도하지 않음           | 소비됨                      |
| B1045    | 블록 4           | 2018년 4월 18일  | F9-053   | 빈칸           | TESS                 | 성공 (CCAFS-SLC40) | 성공 (해상 드론쉽)      | 소비됨                      |
| B1045    | 블록 4           | 2018년 6월 29일  | F9-057 ♺ | 2개월 11일     | 드래곤 C111 (CRS-15) | 성공(CCAFS-SLC40)  | 시도하지 않음           | 소비됨                      |
| 1. 2.    |                  |                  |          |                |                      |                    |                         |                             |

### v1.0과 v1.1
이들 부스터는 팰컨 9의 주요 초기모델이었으며 이중 v1.0은 최초로 개발된 팰컨 9 로켓이었다. 일론 머스크는 v1.0 부스터를 낙하산으로 회수하려 시도하였으나 부스터가 낙하산의 공기저항으로 인한 충격으로 폭파하자 노선을 변경하여 탱크의 크기를 크게 늘리고, 역추진 로켓과 착륙용 다리를 v1.1에 적용하여 로켓의 해상 회수에 최초로 성공하였다. (2012~2016)
| 식별번호 | 버전            | 발사일 (UTC)                       | 발사번호 | 페이로드                           | 발사                 | 착륙                             | 상태        |
| -------- | --------------- | ---------------------------------- | -------- | ---------------------------------- | -------------------- | -------------------------------- | ----------- |
| B0001    | v1.0 테스트     | 2007년에 제작됨                    | 빈칸     | N/A                                | 빈칸                 | 빈칸                             | 빈칸        |
| B0002    | v1.0 그래스호퍼 | 2012년 9월부터 2012년 10월까지 8회 | 빈칸     | N/A                                | 서브 오비털          | 테스트 착륙 8회 달성             | 은퇴함      |
| B0003    | v1.0            | 2010년 6월 9일                     | F9-001   | 드래곤 우주발사체 적합성 판단 유닛 | 성공 (CCAFS-LC40)    | 실패(해상 낙하산 오류)           | 파괴됨      |
| B0004    | v1.0            | 2010년 12월 8일                    | F9-002   | 드래곤 C101 (COTS Demo Flight 1)   | 성공 (CCAFS-LC40)    | 실패 (해상 낙하산 오류)          | 파괴됨      |
| B0005    | v1.0            | 2012년 5월 22일                    | F9-003   | 드래곤 C102 (COTS Demo Flight 2)   | 성공 (CCAFS-LC40)    | 시도하지 않음                    | 소비됨      |
| B0006    | v1.0            | 2012년 9월 8일                     | F9-004   | 드래곤 C103 (CRS-1)                | 성공 (CCAFS-LC40)    | 시도하지 않음                    | 소비됨      |
| B0007    | v1.0            | 2013년 3월 1일                     | F9-005   | 드래곤 C105 (CRS-2)                | 성공 (CCAFS-LC40)    | 시도하지 않음                    | 소비됨      |
| B1001    | v1.1 테스트     | 2012년에 제작됨                    | 빈칸     | N/A                                | 빈칸                 | 빈칸                             | 빈칸        |
| B1002    | v1.1 F9R DeV1   | 2014년 4월부터 2014년 8월까지 5회  | 빈칸     | N/A                                | 서브 오비털          | 테스트 착륙 4회 달성             | 파괴됨      |
| B1003    | v1.1            | 2013년 10월 23일                   | F9-006   | 카시오페                           | 성공 (CCAFS-LC40)    | 제어되지 않음 (엔진 재점화 오류) | 파괴됨      |
| B1004    | v1.1            | 2013년 12월 3일                    | F9-007   | SES-8                              | 성공 (CCAFS-LC40)    | 시도하지 않음                    | 소비됨      |
| B1005    | v1.1            | 2014년 1월 6일                     | F9-008   | 타이콤 6                           | 성공 (CCAFS-LC40)    | 시도하지 않음                    | 소비됨      |
| B1006    | v1.1            | 2014년 4월 12일                    | F9-009   | 드래곤 C105 (CRS-3)                | 성공 (CCAFS-LC40)    | 제어됨(해상)                     | 소비됨      |
| B1007    | v1.1            | 2014년 7월 17일                    | F9-010   | Orbcomm OG2-1 (Relaunch)           | 성공 (CCAFS-LC40)    | 제어됨(해상)                     | 소비됨      |
| B1008    | v1.1            | 2014년 8월 4일                     | F9-011   | 아시아샛 8                         | 성공 (CCAFS-LC40)    | 시도하지 않음                    | 소비됨      |
| B1009    | v1.1 F9R DeV2   | 2014년에 제작됨                    | 빈칸     | N/A                                | 빈칸                 | 빈칸                             | 개발 취소됨 |
| B1010    | v1.1            | 2014년 10월 21일                   | F9-013   | 드래곤 C106 (CRS-4)                | 성공 (CCAFS-LC40)    | 실패 (LOX 부족)                  | 파괴됨      |
| B1011    | v1.1            | 2014년 9월 16일                    | F9-012   | 아시아샛 6                         | 성공 (CCAFS-LC40)    | 시도하지 않음                    | 소비됨      |
| B1011    | v1.1            | 2014년 9월 16일                    | F9-012   | 타이콤 7                           | 성공 (CCAFS-LC40)    | 시도하지 않음                    | 소비됨      |
| B1012    | v1.1            | 2014년 10월 1일                    | F9-014   | 드래곤 C107 (CRS-5)                | 성공 (CCAFS-LC40)    | 실패(제어 능력 상실)             | 파괴됨      |
| B1013    | v1.1            | 2015년 2월 11일                    | F9-015   | 디스커버                           | 성공 (CCAFS-LC40)    | 제어됨(해상)                     | 소비됨      |
| B1014    | v1.1            | 2015년 3월 2일                     | F9-016   | ABS-3A                             | 성공 (CCAFS-LC40)    | 시도하지 않음                    | 소비됨      |
| B1014    | v1.1            | 2015년 3월 2일                     | F9-016   | 유텔샛 115 웨스트 B                | 성공 (CCAFS-LC40)    | 시도하지 않음                    | 소비됨      |
| B1015    | v1.1            | 2015년 4월 14일                    | F9-017   | 드래곤 C108 (CRS-6)                | 성공 (CCAFS-LC40)    | 실패(수평 유지 실패)             | 파괴됨      |
| B1016    | v1.1            | 2015년 4월 25일                    | F9-018   | TürkmenÄlem 52°E                   | 성공 (CCAFS-LC40)    | 시도하지 않음                    | 소비됨      |
| B1017    | v1.1            | 2016년 1월 17일                    | F9-021   | 제이슨-3                           | 성공 (CCAFS-LC40)    | 실패(착륙용 다리 오류)           | 파괴됨      |
| B1018    | v1.1            | 2015년 6월 28일                    | F9-019   | 드래곤 C109 (CRS-7)                | 실패 (LOX 유출 폭파) | 취소됨                           | 파괴됨      |
| 1. 2.    |                 |                                    |          |                                    |                      |                                  |             |

## 같이 보기
- 팰컨 9 / 팰컨 헤비 발사 목록